# Йоав (синагога)
Синагога Йоав — древняя синагога в афганском Герате. В настоящее время находится в ветхом состоянии и никем не посещается, так как еврейской общины в Афганистане больше нет (а последний еврей покинул страну в сентябре 2021 года). Синагога расположена в «еврейском квартале» (Mahalla-yi Musahiya).

## История
Исследователи считают, что эта синагога существует с 1393 года. Когда-то она была одной из четырёх городских синагог.

## Описание
Часть здания используется под жильё, в том числе сотрудником департамента исторических монументов Герата. По состоянию на 2009 год, в здании размещался детский сад. Осмотр, проведённый в 1998 году Аннет Иттиг (Annette Ittig), установил, что молитвенный зал и женская галерея всё ещё сохраняют некоторые украшения. Речь идёт в первую очередь о растительных узорах в персидском стиле. Ковчег для Торы приподнят над уровнем пола, к нему ведут ступени. Бима нетронута, а на стенах синагоги присутствуют три надписи на иврите.